# Napier E.146 Oryx
Le Napier E.146 Oryx est une turbine à gaz britannique, purement conçue comme un turbogénérateur d'air sous pression, conçue et développée par le constructeur D. Napier & Son Limited au début des années 1950 pour le projet d'hélicoptère à rotor propulsé par réaction Percival P.74 (en).
Le P.74 fut un échec et il fut abandonné, en même-temps que son moteur.

## Conception et développement
Le moteur fut développé par la division Aero Gas Turbine de Napier, en collaboration avec la Percival Aircraft Company, plus tard renommé « Hunting Percival ». Les fonds nécessaires furent apportés par le Ministry of Supply (en) (MoS) britannique.
Le Percival P.74 (en) était un projet d'hélicoptère dont le rotor devait être propulsé par des jets d'air comprimé en bouts de pales (en anglais : « Tip jet rotor »). L'air comprimé devait être produit par des moteurs installés à l'intérieur de l'hélicoptère, puis véhiculé via des canalisations jusqu'aux extrémités des pales.
Les essais au sol du moteur eurent lieu de novembre 1953 à juillet 1955, avec environ 1 400 heures de tests accumulés sur cette période. Les tests au sol de l'hélicoptère commencèrent eux en 1956, mais les Oryx échouèrent à développer la pleine puissance et produire le débit d'air comprimé maximal. Même après des modifications appliquées aux unités de puissance, le premier vol du P.74 dut être annulé, car il ne parvint même pas à s'arracher du sol (!). Les concepteurs envisagèrent un temps de remplacer les moteurs par des Rolls-Royce RB.108, plus puissants, mais le projet fut abandonné et le prototype envoyé directement à la ferraille.

## Caractéristiques
La température des gaz provenant des moteurs devait être inférieure à 400 °C pour ne pas abîmer les canalisations en acier inoxydable du rotor principal de l'hélicoptère, et une conception à deux flux fut choisie et utilisée. Elle permettait de mélanger de l'air froid avec les gaz chauds de l'échappement du moteur, afin de ne pas directement injecter ceux-ci dans les canalisations des pales.
Afin d'obtenir une installation compacte, au lieu d'utiliser un concept avec un compresseur surdimensionné en avant du générateur de gaz et son canal secondaire (comme utilisé dans les moteurs de type turbofan), l’Oryx utilisait un compresseur axial auxiliaire couplé à la turbine. Celui-ci était monté derrière la turbine, le flux d'air comprimé étant dirigé dans le sens opposé à celui du cœur du moteur principal. Les deux flux de gaz se rejoignaient vers le milieu de l'assemblage et étaient braqués verticalement vers le haut après avoir été déviés de 90° dans un collecteur commun, bien que les deux flux étaient toujours isolés l'un par rapport à l'autre grâce à une petite bifurcation installée dans le collecteur. Cette dernière solution technique permettait d'enfermer le flux de gaz chauds de la turbine à l'intérieur du flux d'air frais produit par le compresseur auxiliaire, et permettait ainsi de diminuer les contraintes thermiques subies par la mécanique de l'hélicoptère, en particulier ses pales. Les gaz véhiculés dans les canalisations à l'intérieur de celles-ci était séparés par des plaques séparatrices installées dans les collecteurs, puis se rejoignaient en extrémité de pale en étant bien parallèles et approximativement à la même vitesse, réduisant ainsi les turbulences et les pertes d'énergie.
Une soupape de démarrage, consistant en une soupape rotative de type « Corliss » (en) (non commandée par la manette de gaz) et un papillon (fermé en vol), pouvait dévier les gaz du moteur directement vers l'extérieur de l'hélicoptère, permettant son démarrage et son fonctionnement au sol sans pour autant actionner le rotor principal. Sans cette soupape de démarrage, la contre-pression dans les circuits du rotor et du compresseur auxiliaire aurait empêché son démarrage. Sur le P.74, deux Oryx alimentaient en gaz comprimés un collecteur commun, qui amenait la poussée vers la tête de rotor.
Le développement du moteur commença en 1951. Il était doté d'un compresseur axial à 12 étages de moins de 19 cm de diamètre, et d'un ensemble de neuf tirants autour de la périphérie des disques de celui-ci qui les reliaient ensemble. L'air issu de ce compresseur était envoyé vers 5 chambres de combustion tubulaires, et les gaz issus de la combustion étaient envoyés vers une turbine à 2 étages reliée au compresseur auxiliaire à 4 étages via des couples à engrenages.
Le premier prototype de l’Oryx fut démarré pour la première fois en novembre 1953, et fin juillet 1955, environ 1 400 heures de tests de fonctionnement avaient été accomplies. Le moteur aurait dû être utilisé sur le P.105, la version commerciale prévue du P.74. Dans le P.105, les deux moteurs auraient été installés dos à dos de chaque côté du mat du rotor principal, leurs sorties étant reliées à l'ensemble mobile. Il avait été anticipé que 900 chevaux de « puissance comprimée » auraient pu être produits sous cette forme.

## Moteurs exposés
Un Oryx préservé est exposé au Science Museum de Londres, au Royaume-Uni (photo de l'infobox).